# Кадоган, Уильям, 1-й граф Кадоган
Генерал-лейтенант Уильям Кадоган, 1-й граф Кадоган (англ. William Cadogan, 1st Earl Cadogan; ок. 1671 — 17 июля 1726) — британский дворянин, дипломат, военачальник и политик. Близкий соратник герцога Мальборо, заседал в Палате общин в 1705—1716 годах.
Активный сторонник Акта о престолонаследии, участвовал в подавлении якобитского восстания 1715 года и в 1722 году сменил лорда Мальборо на посту генерал-фельдцейхмейстера и командующего британской армией.

## Ранняя жизнь
Родился около 1671 года в Лискартоне, графство Мит, Ирландия. Старший сын адвоката Генри Кадогана (1642—1713/1714) и его жены Бриджит Уоллер (? — 1721), дочери сэра Хардресса Уоллера. Уильям Кадоган, дед Уильяма, служил офицером в Армии нового образца Оливера Кромвеля.
Получил образование в Вестминстерской школе (Вестминстер, Лондон) и в Тринити-колледже в Дублине, в который поступил в марте 1687 года.

## Война в Ирландии

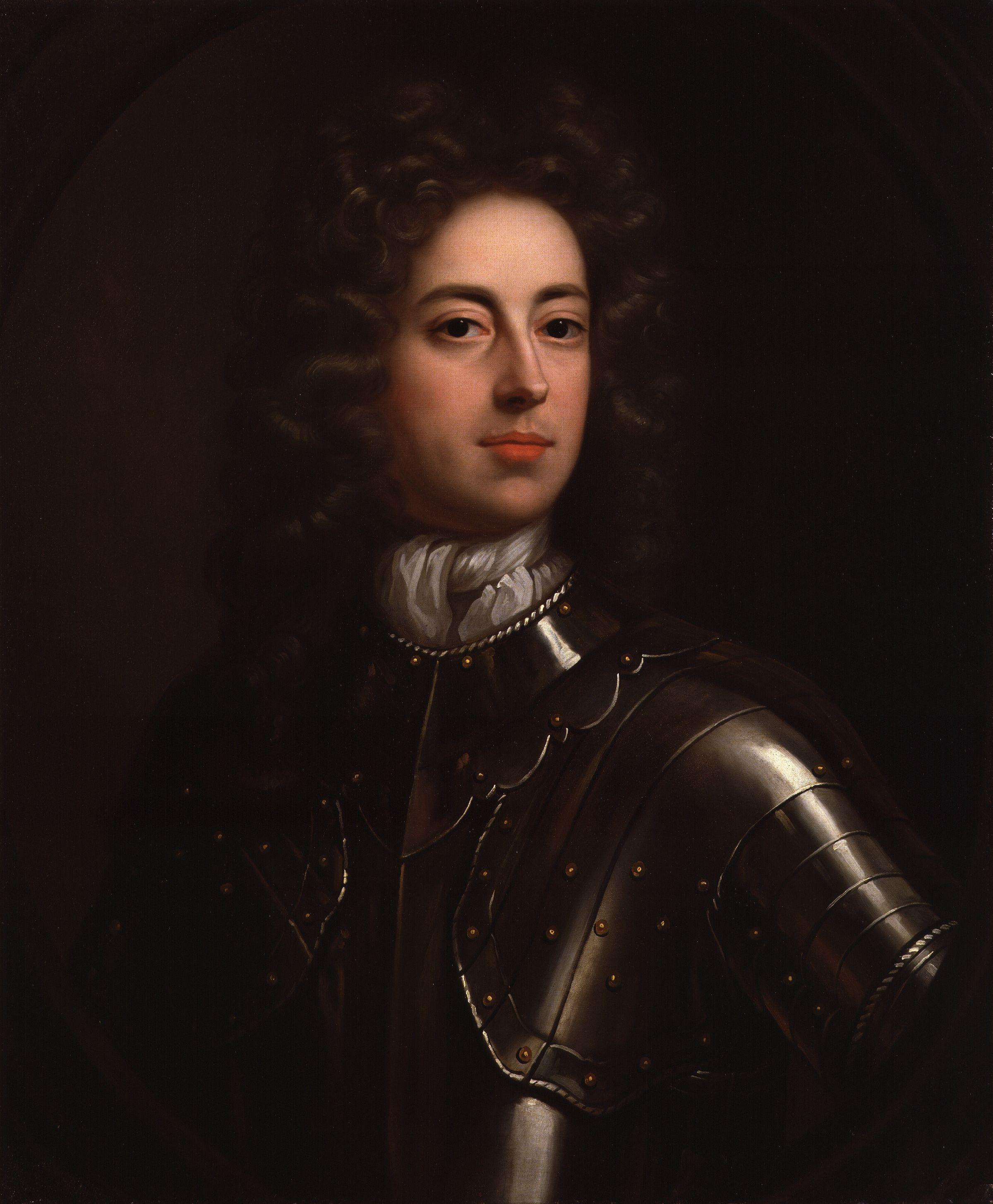
Джон Черчилль, герцог Мальборо. Кадоган впервые служил под началом своего будущего командира во время осады Корка в 1690 году

Однако в середине его учёбы в Англии произошла Славная революция (1688), в ходе которой протестант Вильгельм Оранский отобрал королевский престол у католика Якова II Стюарта. В Ирландии преимущественно католическая ирландская армия оставалась верной Якову II, в то время как протестанты заявили о своей поддержке Уильяма. Протестанты Ольстера сформировали армию Севера, в которую Уильям Кадоган записался в качестве драгунского корнета.
В 1689 году он принял участие в защите Эннискиллена, который был одним из двух городов, наряду с Дерри, которые противостояли якобитской ирландской армии. После освобождения Дерри и Эннискиллена большим экспедиционным корпусом под командованием Перси Кирка, Уильям Кадоган служил в войсках Вильгельма Оранского до конца Ирландской войны.
Он присутствовал в лагере Дандолка осенью 1689 года, когда армия понесла большие потери из-за болезней. В следующем году он одержал крупную победу в битве при Бойне, в которой Вильгельм III Оранский лично привел свои войска к победе над якобитами, что привело к захвату Дублина.
Позже в том же году он принял участие в осаде Корка, где сначала служил под командованием герцога Мальборо. Судя по всему, именно во время этой акции Уильям Кадоган, хотя и был всего лишь младшим офицером, своим поведением привлек внимание своего будущего командира .
После решающей победы при осаде Лимерика в 1691 году он продолжал служить в Ирландии в течение трех лет, решив стать профессиональным солдатом, а не возвращаться к изучению права. В 1694 году он получил звание капитана полка Грин Ховардс, который тогда базировался во Фландрии в рамках Девятилетней войны с Францией.
В 1695 году он принял участие в осаде Намюра, важной победе Великого Альянса. После Рисвикского мира он вернулся в Ирландию, где в 1698 году стал майором драгунского полка Эннискиллена.

## Война за испанское наследство

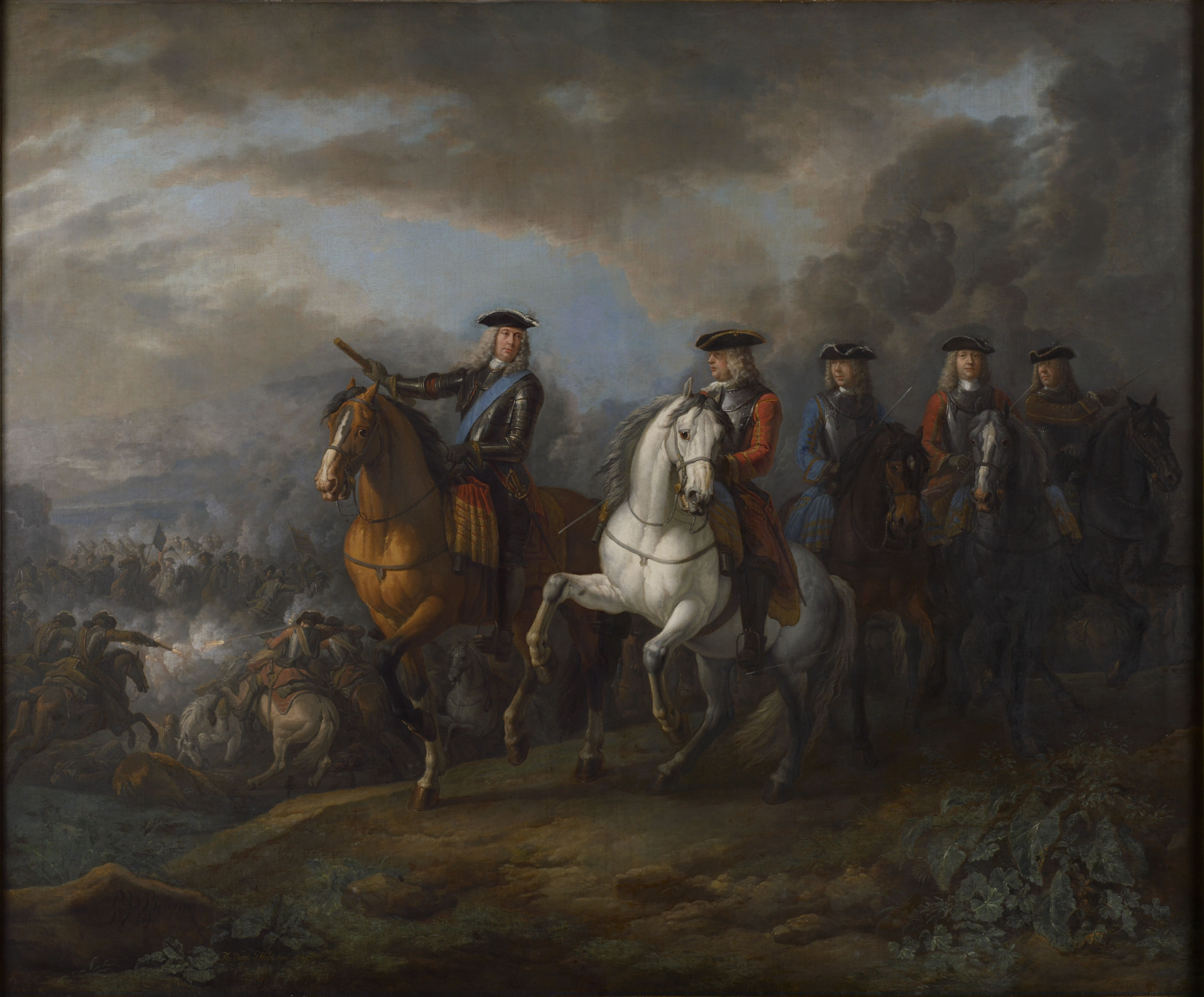
Мальборо и Кадоган в битве при Бленхейме, Питер ван Блумен

### Назначение
В июне 1701 года Уильям Кадоган был избран генерал-квартирмейстером герцога Мальборо после назначения последнего командовать британским контингентом в Нидерландах. Мальборо был впечатлён административными навыками Кадогана, его храбростью и осадой Корка десятью годами ранее. Он повысил Уильяма Кадогана до чина полковника, не обращая внимания на более опытных офицеров. В июле 1701 года он сопровождал герцога Мальборо и короля Вильгельма Оранского в Голландию.
Война разразилась в 1702 году, после восшествия на престол королевы Анны Стюарт. Уильям Кадоган был назначен начальником штаба Мальборо и вскоре стал фигурой, которой доверяют, наряду с другими близкими людьми, включая брата генерала Чарльза Черчилля, военного министра Адама де Кардоннеля и командующего артиллерией полковника Холкрофта Блада. Он также работал с голландским политическим представителем Антонием Гейнзиусом. Уильям Кадоган вскоре продемонстрировал талант к логистике и администрированию. Он также возглавил обширные операции по сбору разведывательной информации.
В начале 1704 года, когда он возвращался в Англию с важными документами, его корабль подвергся нападению французского капера. Опасаясь конфискации его секретных бумаг, он выбросил их за борт в море. Однако его кораблю удалось уйти и благополучно войти в гавань. В Лондоне он имел аудиенцию у королевы Анны.

### Бленхейм
Во время кампании 1704 года он был одним из немногих, кому была доверена правда о походе герцога Мальборо из Испанских Нидерландов на Дунай и сыграл большую роль в организации похода на Дунай. Он написал: «Этот марш почти не оставил мне времени на еду и сон».
Он участвовал в сражениях при Шелленберге и Бленхейме. Вскоре после этого он получил чин бригадного генерала и стал начальником штаба герцога Мальборо.

### Рамильи

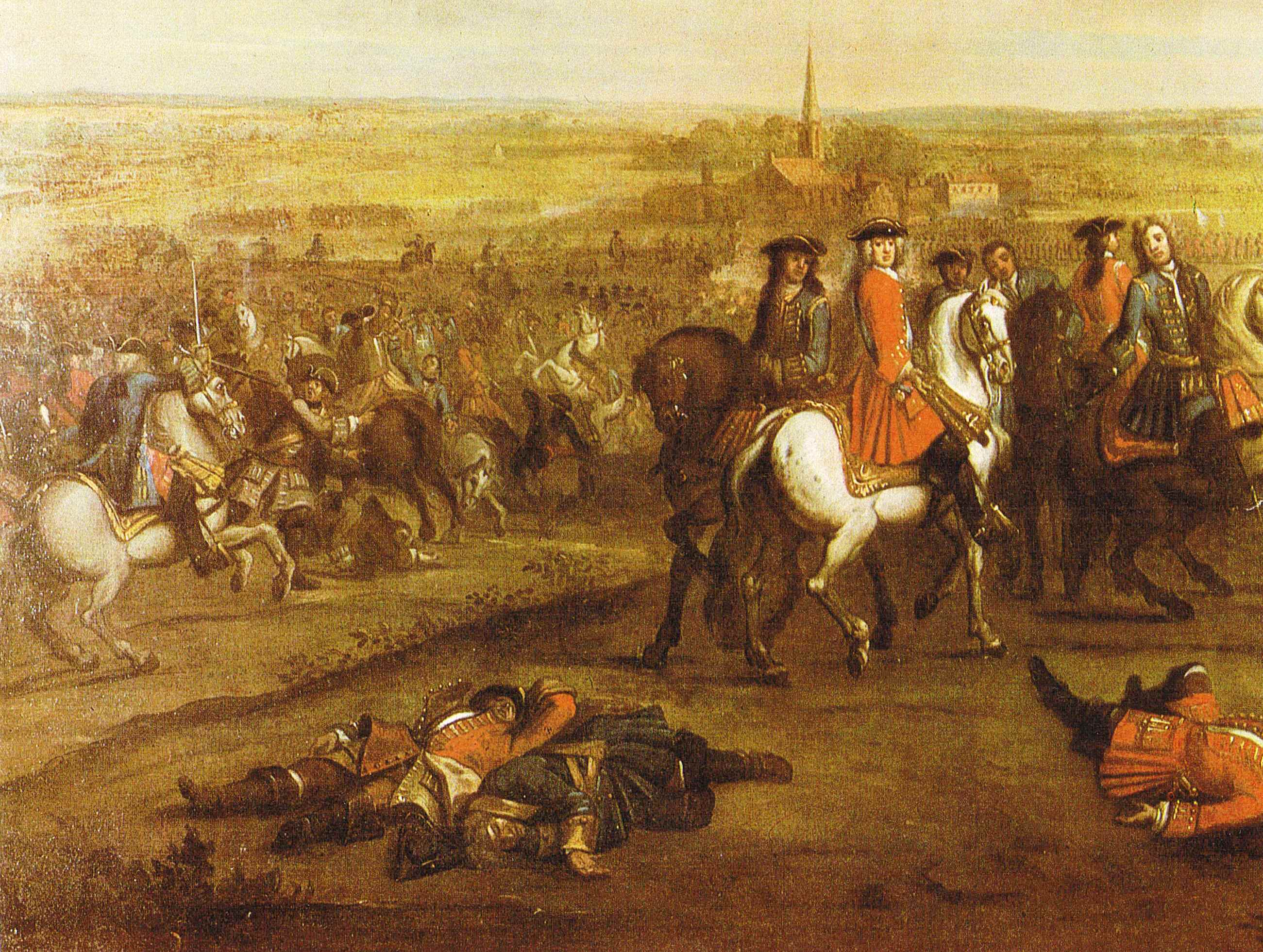
Уильям Кадоган сыграл заметную роль в победе союзников в битве при Рамильи в 1706 году. Три месяца спустя он был взят в плен французами, прежде чем был быстро согласован обмен.

Уильям Кадоган сыграл заметную роль в победе союзников в битве при Рамильи в 1706 году. Три месяца спустя он был взят в плен французами, прежде чем был быстро согласован обмен. Он командовал разведывательной частью армии, которая обнаружила французскую армию утром в Рамильи и действовал в качестве старшего связного герцога Мальборо во время битвы, отзывая британскую пехоту от их отвлекающей атаки на правый фланг французов для нападения на французский центр вокруг самого Рамильи.
В августе 1706 года Уильям Кадоган был схвачен во время разведки позиций противника и доставлен в плен в Турне. Мальборо был огорчен, когда узнал, что он пропал, заявив: «Я не успокоюсь, пока не узнаю его судьбу». В течение двух дней был согласован обмен: Кадогана заменили французским генералом, взятого в плен в битве при Рамильи.
В битве при Ауденарде он командовал авангардом союзников, который наладил переправу через реку Шельда. В 1706 году он был произведен в генерал-майоры и командовал войсками, которые прорвались через французские левые силы к концу битвы.

### Мальплаке
В 1709 году он был произведен в генерал-лейтенанты. Он сражался в битве при Мальплаке и был ранен в шею при осаде Монса, но быстро выздоровел . В конце 1709 года Уильям Кадоган был назначен лейтенантом Лондонского Тауэра. Во время прорыва позиций Ne Plus Ultra он снова командовал авангардом союзников и установил плацдарм на линии до прибытия герцога Мальборо с основной армией.

### Изгнание

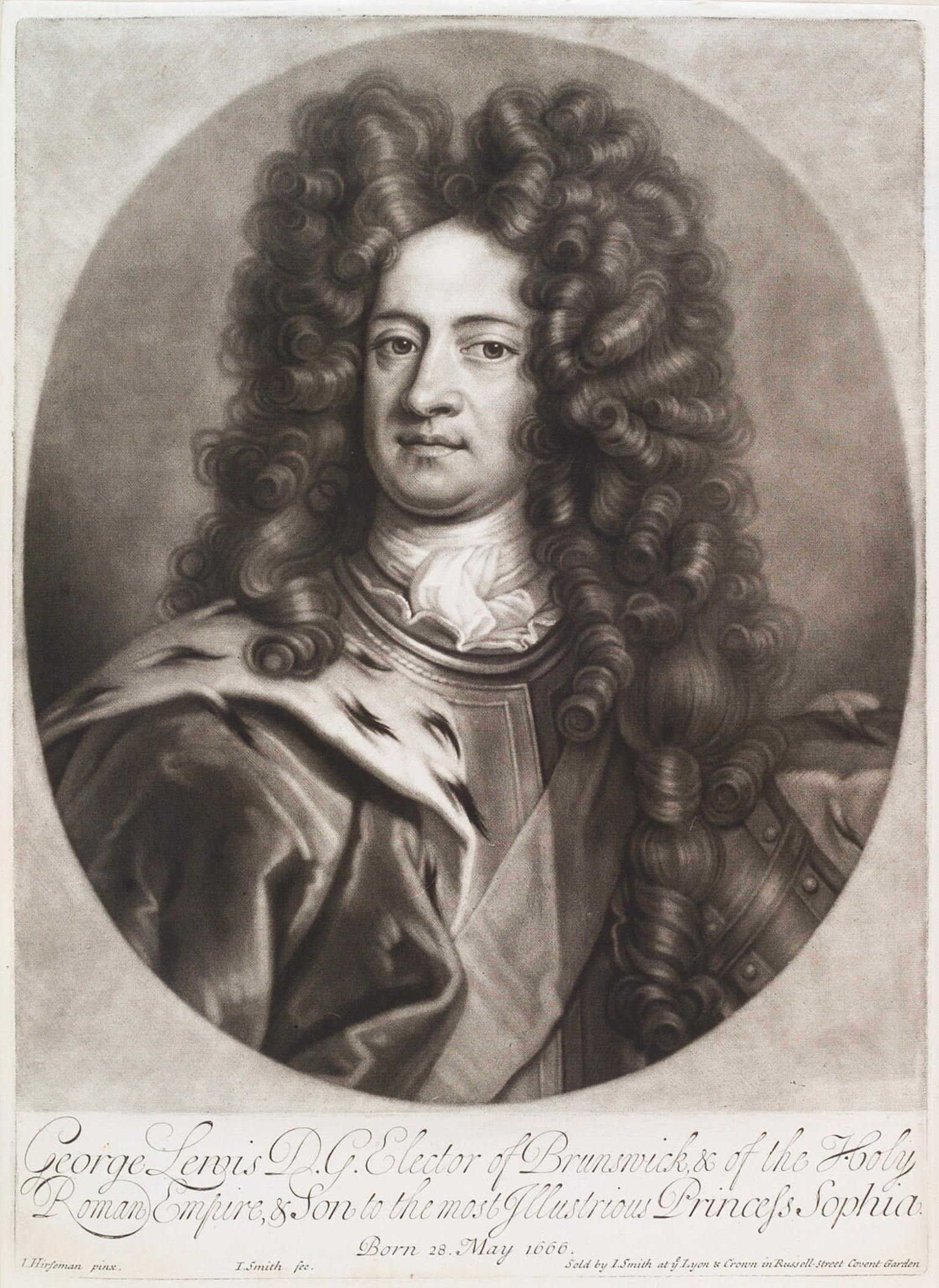
Уильям Кадоган был решительным сторонником Акта о престолонаследии, который привел на английский королевский престол ганноверского курфюрста Георга I, а не якобитского кандидата Якова III Стюарта.

После увольнения герцога Мальборо со своих постов в конце 1711 года Уильям Кадоган остался в армии, но отказался вернуться с ней, когда Британия вышла из войны в 1712 году, отправившись в добровольное изгнание вместе с герцогом. При этом он лишился своего звания, должностей и вознаграждений при королевском дворе. Он был категорически против условий Утрехтского мира, согласованного правительством тори, встав на сторону оппозиционных вигов, которые призывали к «нету мира без Испании».
Во время добровольного изгнания герцога Мальборо в последние годы правления королевы Анны Уильям Кадоган сопровождал его и часто выступал в качестве посредника для поддержания связей Мальборо с Великобританией. Когда в 1714 году к власти пришел король Георг I Ганноверский, он восстановил Уильяма Кадогана в должности. Герцог Мальборо был вновь назначен главнокомандующим, хотя Кадогану, как его заместителю, приходилось брать на себя большую часть рабочей нагрузки герцога.
Уильям Кадоган был награждён должностью посла в Голландской республике (1714—1720). Ему было поручено восстановить отношения с недавним союзником Великобритании, которые были испорчены внезапным выходом страны из войны. Кадоган курировал переговоры по новому договору, который был заключен в следующем году.

## Якобитское восстание

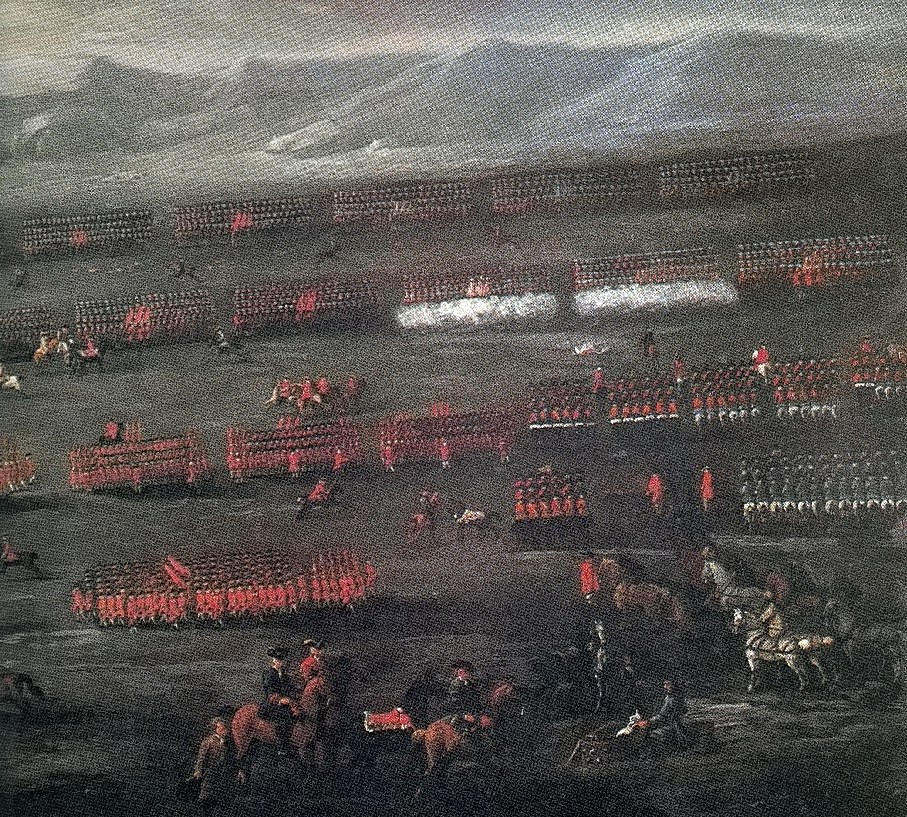
Уильям Кадоган прибыл в Шотландию вскоре после нерешительной битвы при Шерифмюре. Он курировал подавление якобитского восстания в Хайленде

В 1715 году он сменил герцога Аргайла во главе армии, подавив восстание якобитов. Осенью 1715 года в высокогорьях Шотландии вспыхнуло крупное восстание. Аргайл, как старший шотландский командующий, возглавил первые попытки сдержать якобитов со своей позиции в замке Стерлинг. В ноябре Аргайл вел напряженную, но нерешительную битву против якобитов в битве при Шерифмюре, после чего в Лондоне было решено, что он недостаточно предан ганноверскому дому.
Затем герцог Мальборо отправил Кадогана на север, чтобы обеспечить эффективное руководство. Он привез с собой большую часть из 6000 голландских солдат, поставленных в рамках договорных обязательств, доставку которых в Великобританию он контролировал. Во время его отсутствия в Гааге его обязанности там исполнял дипломат Горацио Уолпол.
Кадоган обнаружил, что герцог Аргайл по-прежнему не хотел выступать против якобитов из-за зимних условий. Это продолжалось даже после того, как Джеймс Стюарт, провозгласивший себя королем, прибыл в декабре под Абердин.
Аргайл и Кадоган какое-то время действовали вместе, хотя герцог Аргайл больше не пользовался доверием правительства в Лондоне. Кадоган наладил лучшие линии снабжения армии, лично принимал участие в разведывательных операциях и организовал наступление на столицу повстанцев Перт. Вместо того, чтобы подвергнуться осаде города, якобиты отступили в Данди. В феврале 1716 года Джеймс Стюарт отказался от попытки лично возглавить восстание в Шотландии и отплыл на континент.
Вскоре после этого герцог Аргайл подал в отставку и отправился в Лондон, передав полное командование Уильяму Кадогану. Вскоре после этого он был отстранен от всех своих военных и политических должностей на фоне обвинений в симпатиях к якобитам. Задачей Кадогана было наблюдать за продолжающимися военными операциями на севере Шотландии, заставляя ведущих вождей кланов подчиниться.
В апреле Уильям Кадоган объявил восстание якобитов оконченным и в следующем месяце вернулся в Лондон. Мальборо сыграл важную роль в обеспечении ему звания пэра в качестве награды за его усилия во время кампании.

## Дальнейшая жизнь

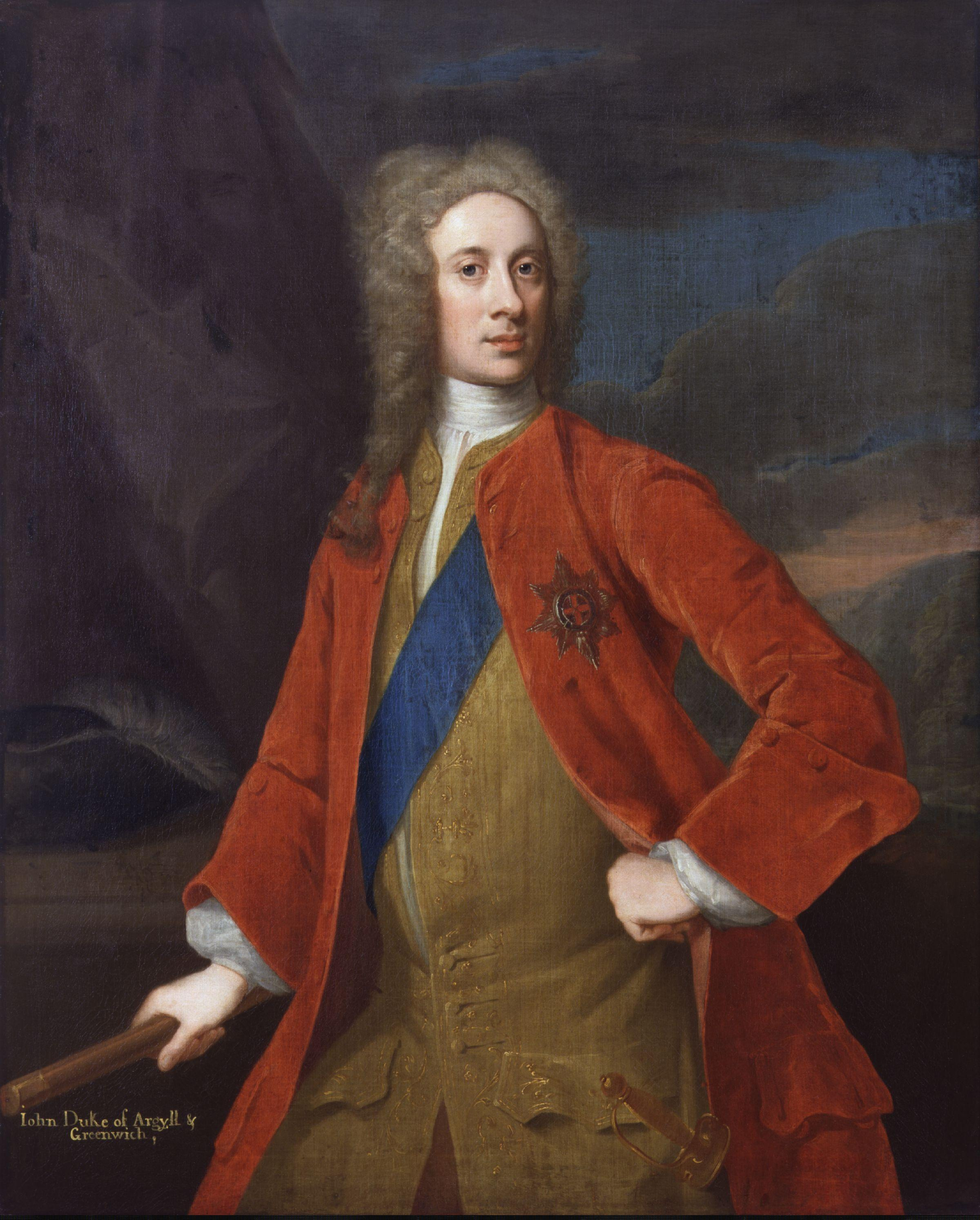
Джон Кэмпбелл, 2-й герцог Аргайл. У Уильяма Кадогана было давнее военное и политическое соперничество с герцогом, с которым он подавил восстание якобитов в 1715 году.

Уильям Кадоган был членом Палаты общин от Вудстока (1705—1716). 21 июня 1716 года он стал бароном Кадоганом из Рединга, недавно купив Кавершам-парк в Оксфордшире (ныне графство Беркшир) недалеко от этого города. Он также был удостоен кавалером Ордена Чертополоха, а в следующем году стал членом Тайного совета. 8 мая 1718 года король Великобритании Георг I пожаловал ему титулы барона Кадогана из Окли (Бакингемшир), и виконта Кавершама из Кавершама (Оксфордшир), и графа Кадогана. В последующие годы он также занимал должности правителя гардеробной (1714—1726) и губернатора острова Уайт (1715—1726).
Когда в 1722 году умер герцог Мальборо, Уильям Кадоган шел во главе процессии на его похоронах. Он сменил своего бывшего командира на посту генерал-фельдцейхмейстера (1722—1725). Однако стойкая враждебность к нему оппозиции означала, что он потерял всякое политическое влияние за несколько лет до своей смерти 17 июля 1726 года. Несмотря на его близость к герцогу Мальборо, в последние годы своей жизни он был очень занят судебным иском, возбужденным против него вдовой Мальборо. Сам он по натуре был довольно склонен к спорам и даже участвовал в ожесточенном судебном процессе против своей собственной сестры Пенелопы по поводу наследства её сына.

## Семья
В апреле 1704 года в Гааге Уильям Кадоган женился на голландке Маргарет Сесилии Мюнтер (27 июля 1675 — 22 октября 1749), дочери Яна Мюнтера и Маргарет Трип. У супругов было две дочери:
- Леди Сара Кадоган (18 сентября 1705 — 25 августа 1751), жена с 1719 года Чарльза Леннокса, 2-го герцога Ричмонда (1701—1750).
- Леди Маргарет Кадоган (род. 21 февраля 1707), жена с 1738 года Достопочтенного Чарльза Джона Бентинка (1708—1779), четвёртого сына Уильяма Бентинка, 1-го графа Портленда (1649—1709).

После смерти Уильяма Кадогана, 1-го графа Кадогана, не оставившего после себя наследников мужского пола, титулы графа Кадогана (графство Денбишир), виконта Кавершема (Оксфордшир) и барона Кадогана из Рединга (графство Беркшир) прервались. А титул 2-го барона Кадогана из Окли (Бакингемшир) унаследовал его младший брат, Чарльз Кадоган (1685—1776).